# فوئد کهلاویی
فوئد کهلاویی (انگلیسی: Foued Kahlaoui؛ زادهٔ ۲۵ مهٔ ۱۹۸۶) بازیکن فوتبال اهل تونس است.
از باشگاه‌هایی که در آن بازی کرده‌است می‌توان به باشگاه فوتبال باستیا اشاره کرد.